# Aiko (Prinzessin)

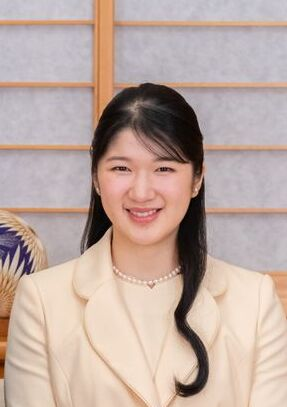
Aiko, 2022

Aiko, Prinzessin Toshi (jap. 敬宮 愛子, Toshi-no-miya Aiko Naishinnō; * 1. Dezember 2001 in Tokio) ist eine Prinzessin, die dem japanischen Kaiserhaus angehört. Sie ist die Tochter von Kaiser Naruhito und Kaiserin Masako.

## Leben

### Name
Von der Tradition abweichend, wonach der Kaiser den Namen auswählt, schlugen die Eltern den Namen vor. Sie wurden von den Lehren des chinesischen Philosophen Mengzi inspiriert, besonders vom Satz

„eine Person, welche die anderen respektiert, wird von den anderen respektiert, und eine Person, welche die anderen liebt, wird von den anderen geliebt.“

Der Name wird mit den Kanji-Ideogrammen der Wörter „Liebe“ und „Kind“ geschrieben und bedeutet „Tochter der Liebe“. Ihr kaiserlicher Titel ist Prinzessin Toshi (敬宮愛子内親王 Toshi-no-miya Aiko Naishinnō), was „Person, welche die anderen respektiert“ bedeutet.

### Ausbildung
Die Prinzessin wurde am 3. April 2006 in der Vorschule des Instituts Gakushūin eingeschult. Sie besuchte diese bis zum 15. März 2008. Als sie acht Jahre alt war, setzte sie den Unterricht zum Schutz vor möglichem Mobbing aus. Ab Ende April 2010 besuchte Aiko wieder einige Unterrichtseinheiten, jedoch nur die ersten drei Stunden des Tages. Prinzessin Masako begleitete Aiko täglich in die Schule und holte sie ab, zusätzlich hielt sich ein Mitglied des Hofes im Unterricht auf. In dieser Zeit wurde ein junger Arbeitsloser verhaftet, der auf einem Blog angekündigt haben soll, dass er die Prinzessin ermorden wolle. Am 18. März 2014 beendete Aiko die Grundschule. Am 6. April 2014 trat sie in die Mädchensekundarschule ein.
Anlässlich ihres achten Geburtstags wurden ihre Interessen bekannt, zu denen Kalligrafie, Seilhüpfen, Klavier- und Geigenspiel sowie das Schreiben von Gedichten zählen.
Im Februar 2020 wurde sie von der Gakushūin-Universität angenommen, wo sie japanische Sprache und Literatur studierte.
Sie schrieb ihre Abschlussarbeit über Prinzessin Shikishi und ihre Waka (Gedichte in der klassischen japanischen Literatur) und schloss ihr Studium am 20. März 2024 ab.
Nach ihrem Universitätsabschluss begann sie am 1. April 2024 ihre Arbeit bei der japanischen Rotkreuzgesellschaft, deren Ehrenpräsidentin ihre Mutter ist.

### Öffentliche Auftritte
Prinzessin Aiko von Japan absolvierte schon vor ihrer Volljährigkeit (20. Geburtstag) offizielle und öffentliche Termine. Seit ihrer Volljährigkeit sind diese Termine wesentlich ausgeweitet worden.
Einen aktuellen Überblick hält die Website des Kaiserlichen Hofamtes bereit.

## Thronfolge
Das Gesetz über den kaiserlichen Haushalt von 1947 schaffte den japanischen Adel ab und beschränkte die kaiserliche Familie auf die Nachkommen des Taishō-Tennō. Die Regeln schließen aus, dass eine Frau die Thronfolge antritt. Falls die Regeln geändert worden wären, stünde Aiko aktuell an erster Stelle der Thronfolge.
Ihre Geburt löste in Japan eine Debatte darüber aus, ob das Hausgesetz von der agnatischen Primogenitur zur absoluten Primogenitur geändert werden sollte, was einer erstgeborenen Tochter die Thronfolge vor einem jüngeren Bruder oder einem Cousin ermöglichen würde. Auch wenn es in der japanischen Geschichte acht regierende Kaiserinnen gab, wurden deren Nachfolger stets in der männlichen Verwandtschaft gesucht. Nur einmal folgte auf eine Kaiserin, Gemmei, ihre Tochter, Gensho. Da deren Nachfolger der Sohn ihres Bruders war, verblieb der Thron jedoch in der gleichen agnatischen Linie. Deshalb halten konservative Gelehrte die Regentschaft der Frauen nur für eine vorübergehende Erscheinung und wollen, dass die traditionelle männliche Thronfolge auch im 21. Jahrhundert beibehalten wird.
Am 25. Oktober 2005 legte eine von der Regierung ernannte Expertenkommission einen Bericht vor, in welchem die Änderung die Thronfolgeregelung hin zur absoluten Primogenitur empfohlen wurde. Am 20. Januar 2006 sprach Premierminister Junichiro Koizumi während seiner Jahresansprache darüber und verpflichtete sich dazu, dem Parlament einen Gesetzesentwurf vorzulegen. Koizumi hatte weder einen Zeitplan für die Einführung der neuen Regel angekündigt, noch lieferte er Details über den Inhalt mit. Er wies jedoch darauf hin, dass sie im Einklang mit den Folgerungen von 2005 sein sollte.
Die Vorschläge zur Ablösung der agnatischen Primogenitur wurden im Februar 2006 archiviert, als angekündigt wurde, dass der jüngere Bruder des damaligen Thronfolgers, Prinz Akishino, und seine Frau ihr drittes Kind erwarteten. Am 6. September 2006 gebar Prinzessin Kiko ihren Sohn Hisahito. Es war die erste Geburt eines Prinzen in Japan seit 41 Jahren. Hisahito steht an zweiter Stelle der Thronfolge, hinter seinem Vater, dem Kronprinzen. Am 3. Januar 2007 kündigte Premierminister Shinzō Abe an, dass die Änderung des Hausgesetzes hinfällig geworden sei. Daher ist es weiterhin unwahrscheinlich, dass die Thronfolgegesetze noch geändert werden, damit Aiko Kaiserin werden könnte.